# Roots Bloody Roots
«Roots Bloody Roots» (укр. Коріння, криваве коріння) — пісня бразильського рок-гурту Sepultura, перший сингл з альбому Roots 1996 року.

## Про пісню
Ця пісня була передвісником нового музичного напрямку гурту, який до цього грав екстремальний та швидкісний метал. Фронтмен Sepultura Макс Кавалера записав демоверсію «Roots», використовуючи занижений на декілька тонів гітарний стрій. Зазвичай нижня струна настроюється в «сі» на семиструнних гітарах, але Кавалера використовував шестиструнні із товстими струнами. Гітарист гурту Андреас Кіссер спочатку не хотів кардинальної зміни строю, але почувши демо «Roots» погодився на пропозицію Кавалери. «Roots» була не схожою на попередні пісні Sepultura не лише низьким строєм, але й повільнішим темпом із «гіпнотичним» повторенням гітарного рифу, та барабанами Ігоря Кавалери, до яких додався малий барабан пікколо. «Ми збиралися перевинайти себе і стати іншою Sepultura, навіть більшою, ніж на Chaos A.D.» — згадував у своїй автобіографії Макс Кавалера.
Текст пісні належить вокалісту Максу Кавалері, а автороми музики вказано весь гурт Sepultura. Пісня розпочинається з атмосферних звуків природи, записаних в селищі індіанців Шаванте. Текст відповідає поглядам індіанського населення, яке бореться за права на самоідентифікацію. За словами Кавалери, пісня закликає ніколи не здаватися та протистояти тим, хто хоче тебе змінити. Окрім звичних ударних інструментів, в пісні звучать том-томи, схожі за тембром до тих, що поширені в латиноамериканській музиці.
Режисером відеокліпу «Roots Bloody Roots» став Томас Міньоне; продюсер — Дарсі Олтман. Щоб підкреслити бразильську тематику платівки, було вирішено наситити кліп яскравими кадрами, що представляють країну. Для створення відео гурт вирушив в місто Салвадор, яке знаходиться на сході країни та має сильний вплив африканської культури. Знімання тривало протягом двох днів на вулицях міста та в підземних катакомбах, де колись катували та вбивали рабів. Кліп розпочинається із цитати нігерійського письменника Чинуа Ачебе: «Страждання повинно бути творчим, воно має породжувати щось добре і чарівне». Далі в ньому можна побачити елементи бразильскої культури та релігії — майстрів бойового мистецтва капоейра, християнські споруди та статуї — а також музикантів Sepultura та перкусіоніста Карліньоса Брауна з його гуртом Timbalada.
Альбом Roots вийшов 20 лютого 1996 року в Європі та 12 березня в США. Він дебютував на 27 місці в хіт-параді альбомів Billboard 200, досягнув четвертого місця в британському чарті та увійшов до десятки найкращих альбомів в Австралії, Австрії, Франції, Швеції, Німеччині та Нідерландах. «Roots Bloody Roots» стала першим з трьох та найбільш популярним синглом з альбому, посівши друге місце в фінському чарті, а також потрапивши до хіт-парадів Німеччини, Франції, Нідерландів, Бельгії, Швеції, Норвегії та Австралії.